# Càrex pirinenc
El càrex pirinenc (carex pyrenaica) és una espècie herbàcia de planta del gènere Càrex.
És originària dels Pirineus, de les muntanyes cantàbriques i de l'alta muntanya de Bulgària i Romania. També es troba a Amèrica del Nord, Japó, Austràlia i Nova Zelanda, però en canvi no apareix als Alps. Als Pirineus viu a una altitud d'entre 2300 a 3000 m. Fa gespa i fa de 6 a 25 cm d'alt.
Les fulles són linears caniculades, fa l'espiga de juliol a agost.